# Wężowice (Świerczów)
Wężowice  (deutsch Wenziowitte) ist eine Ortschaft in Niederschlesien. Der Ort liegt in der Gmina Świerczów im Powiat Namysłowski in der Woiwodschaft Opole in Polen.

## Geographie

### Geographische Lage
Das Straßendorf Wężowice liegt drei Kilometer westlich des Gemeindesitzes Świerczów (Schwirz), 18 Kilometer südlich der Kreisstadt Namysłów (Namslau) sowie 46 Kilometer nordwestlich der Woiwodschaftshauptstadt Opole (Oppeln). Der Ort liegt in der Nizina Śląska (Schlesische Tiefebene) innerhalb der Równina Oleśnicka (Oelser Ebene). Nördlich des Dorfes liegen mehrere Waldgebiete.

### Ortsteile
Ortsteil von Wężowice ist der Weiler Jaźwinka (Vorwerk Dachsberg).

### Nachbarorte
Nachbarorte von Wężowice sind im Westen Gola (Gülchen) und im Südosten der Gemeindesitz Świerczów (Schwirtz).

## Geschichte
Der Ort gehörte bis 1945 zu Gülchen. 1939 wurde der Ortsname in Waldfried geändert.
Als Folge des Zweiten Weltkriegs kam Ort 1945 an Polen, wurde in Wężowice umbenannt und der Woiwodschaft Schlesien angeschlossen. 1950 wurde Wężowice der Woiwodschaft Opole zugeteilt. 1999 wurde es Teil des wiedergegründeten Powiat Namysłowski.